# ماکس اشنایدر
ماکس اشنایدر (انگلیسی: Max Schneider؛ زادهٔ ۲۱ ژوئن ۱۹۹۲) یک موسیقی‌دان اهل ایالات متحده آمریکا است. وی از سال ۲۰۰۹ میلادی تاکنون مشغول فعالیت بوده‌است.